# 滝田村 (岐阜県)
滝田村（たきだむら）は、かつて岐阜県加茂郡にあった村である。現在の加茂郡富加町滝田に該当する。

## 歴史
- 1889年（明治22年）7月1日 - 町村制により、滝田村が発足。
- 1897年（明治30年）4月1日 - 羽生村、大山村、高畑村、夕田村が合併し、富田村が発足。同日滝田村は廃止。